# Сен-Жені-ле-Віллаж
Сен-Жені-ле-Віллаж (фр. Saint-Genix-les-Villages) — муніципалітет у Франції, у регіоні Овернь-Рона-Альпи, департамент Савоя. Сен-Жені-ле-Віллаж утворено 1 січня 2019 року шляхом злиття муніципалітетів Грезен, Сен-Жені-сюр-Гює i Сен-Морис-де-Ротеран. Адміністративним центром муніципалітету є Сен-Жені-сюр-Гює. Населення — 2962 особи (01.01.2021).